# Echinopsis cuzcoensis
Echinopsis cuzcoensis är en kaktusväxtart som först beskrevs av Nathaniel Lord Britton och Joseph Nelson Rose, och fick sitt nu gällande namn av H. Friedrich och Gordon Douglas Rowley. Echinopsis cuzcoensis ingår i släktet Echinopsis och familjen kaktusväxter. Inga underarter finns listade i Catalogue of Life.